# EDIFFAH
EDIFFAH (En digital infrastruktur för forskningsbibliotekens arkiv- och handskriftssamlingar) var en digital söktjänst  och databas för material i de svenska forskningsbibliotekens arkiv- och handskriftssamlingar. 
Databasen innehöll uppgifter om handskrifter och personarkiv vid Kungliga biblioteket (KB) och Göteborgs universitetsbibliotek, KvinnSam, Göteborgs universitetsbibliotek, Lunds universitetsbibliotek, Uppsala universitetsbibliotek och Örebro universitetsbibliotek.
EDIFFAH utvecklades ursprungligen 2005–2006 av Lunds universitetsbibliotek i samarbete med KB, Riksarkivet och universitetsbiblioteken i Göteborg och Uppsala, samt vidareutvecklades 2009–2010 av KB. Det var också KB som stod för driften av databasen.